# Сімнадцяте Тамуза
Сімнадцяте Тамуза (івр. שבעה עשר בתמוז, Shivah Asar b'Tammuz) — день, у який тримається піст, встановлений на згадку про нещастя, які спіткали єврейський народ 17 числа місяця Тамуз.
Переказ розповідає, що 17 числа Тамуза, наприкінці потопу, Ноах (Ной) послав голуба з ковчега на землю, щоб перевірити, чи не зникла вода. «І голуб не знайшов місця для ноги своєї» (Бут 8:9). Так само і народ Ізраїлю, який у Торі порівнюється з голубом, не може знайти притулку в цей суворий день.
17 Тамуза, юдейські мудреці, постановили постити через численні нещастя, які спіткали юдейський народ того дня. У Талмуді (Тааніт 26) перераховано п'ять головних нещасть: 
- були розбиті перші скрижалі, коли Мойсей зійшов з гори Синай і побачив Золотого теля;
- після зруйнування Першого Храму щоденні жертвопринесення припинилися, оскільки когени не могли більше знайти овець;
- у дні руйнування Другого Храму були пробиті стіни Єрусалиму;
- лиходій Апустмус спалив Тору[1];
- ідол був поміщений у святилище Храму[2].

Якщо 17 числа Тамуза припадає на Шабат, то піст переноситься на наступний день — 18 Тамуза.